# 岡田昭守
岡田 昭守（おかだ あきもり、1927年（昭和2年）3月15日 - 1992年（平成4年）5月30日）は、日本の政治家、茨城県龍ケ崎市長を務めた（3期）。

## 来歴
茨城県出身。1942年（昭和17年）旧制茨城県立龍ヶ崎中学校（現在の茨城県立竜ヶ崎第一高等学校・附属中学校）を卒業した。電機会社に勤めた後、稲敷郡龍ケ崎町役場に奉職する。龍ケ崎市制施行後の市役所内では消防署長、議会事務局長、総務部長、助役を務めた。助役時代の1981年（昭和56年）5月30日、当時の龍ケ崎市長の中村忠雄が交通事故により死去した。その後を受けて市長選挙に立候補し、当選した。当選後は前市長が進めたニュータウンの造成を中心とする総合都市を計画を実施し、「産業文化都市・龍ケ崎」を位置づけした。さらに、市内に住宅団地と工業団地の開発を同時に実施した。市長選挙は1985年（昭和60年）、1989年（平成元年）と連続で当選した。3期目途中の1992年（平成4年）5月30日に肝臓がんで死去した。この日は前市長の中村忠雄の命日でもあった。死没日付で叙正六位、勲五等双光旭日章を受章。